# Filip Marin

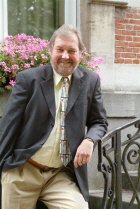
Filip Marin

Filip Marin (5 februari 1954 - 10 maart 2014) was een Belgische politicus voor Open Vld. Hij was burgemeester van Moerbeke tot eind 2012.

## Biografie
Marin studeerde van 1972 tot 1977 burgerlijk ingenieur en volgde daarna nog een licentiaat management. Hij werkte als financieel directeur bij Ter Beke en bij CS2 in Zaventem. Hij was reserve-onderluitenant bij de marine.
Hij ging in de gemeentepolitiek in Moerbeke en werd er na de verkiezingen van 1976 gemeenteraadslid. Na de verkiezingen van 1982 werd hij schepen.
In 2001 werd hij burgemeester. Hij werd herverkozen in 2006.
Marin kreeg te maken met een alcoholverslaving. Hij liet zich vrijwillig opnemen en getuigde daarna in de media over zijn verslaving en ontwenning als voorbeeld voor mensen die tegen de verslaving streden. In 2011 herviel hij echter. In 2012 verliet hij de Open Vld om de partij bij de gemeenteraadsverkiezingen van 2012 geen schade toe te brengen omwille van zijn verslaving. Hij bleef wel burgemeester tot 31 december 2012. Op 1 januari 2013 werd hij opgevolgd door Robby De Caluwé.
Op 10 maart 2014 stapte Marin op zestigjarige leeftijd vrijwillig uit het leven.